# Kiyoshi Ōkubo
Kiyoshi Ōkubo (jap. 大久保 清 Ōkubo Kiyoshi; * 17. Januar 1935 in Takasaki, Präfektur Gunma; † 22. Januar 1976 in Tokio) war ein japanischer Serienmörder.

## Leben

### Frühes Leben
Kiyoshi Ōkubo wuchs in einer Großfamilie auf; er hatte sieben Geschwister – zwei Brüder und fünf Schwestern. Im Gegensatz zu vielen anderen späteren Serienmördern wuchs er in stabilen Verhältnissen auf, genoss den Wohlstand seiner Familie und hatte viele Freiheiten. Während er in seinem Elternhaus umsorgt wurde, musste er in der Schule von seinen Klassenkameraden Hänseleien erdulden, da er ein „westliches Aussehen“ hatte, bedingt durch den Umstand, dass seine Mutter russische Vorfahren hatte. Diese verstärkten sich spätestens seit dem Zeitpunkt, als Japan den Vereinigten Staaten den Krieg erklärte und der Pazifikkrieg begann. Als Jugendlicher galt Ōkubo als Problemkind, das seine schulischen Pflichten vernachlässigte, gegenüber Lehrern jeglichen Respekt vermissen ließ und Mädchen mit anzüglichen Bemerkungen belästigte.
Seine erste Straftat in diesem Zusammenhang beging Ōkubo bereits im Alter von elf Jahren, als er 1946 versuchte, die vier Jahre alte Nachbarstochter zu vergewaltigen. Nachbarn und Eltern von Ōkubo einigten sich jedoch darauf, dass eine Verwarnung ausreichend sei. Neun Jahre sollten vergehen, bis der 20 Jahre alte Ōkubo sich am 12. Juli 1955 an einer 17-jährigen Schülerin in Maebashi verging. Dieses Mal kam es zu einem Gerichtsverfahren, in dem Ōkubo zu einer Freiheitsstrafe von 18 Monaten verurteilt wurde. Wegen guter Führung wurde Ōkubo bereits kurze Zeit später freigelassen und die Strafe wurde in eine dreijährige Bewährungsstrafe umgewandelt.
Kurze Zeit nach seiner Freilassung versuchte Ōkubo am 26. Dezember 1955 erneut, eine Frau zu vergewaltigen, hatte jedoch keinen Erfolg. Der Richter widerrief darauf das Bewährungsurteil, so dass Ōkubo eine dreijährige Freiheitsstrafe im Gefängnis von Matsumoto verbüßen musste. Er wurde am 15. Dezember 1959 entlassen. Der erneute Versuch, eine Frau am 16. April 1960 zu vergewaltigen, scheiterte.
Ōkubo versuchte darauf kurzzeitig, ein bürgerliches Leben zu beginnen. Er nahm den falschen Namen Kiyoshi Watanabe an, heiratete im Mai 1962 und bekam mit seiner Frau zwei Kinder. Allerdings fiel er am 23. Dezember 1966 und am 24. Februar 1967 erneut über je eine Frau her und vergewaltigte sie. Am 7. Juni 1967 verurteilte ihn das Gericht zu einer vierjährigen Freiheitsstrafe, die Ōkubo bis auf den letzten Tag absitzen musste. In der Nacht vom 2. auf den 3. März 1971 gelangte er erneut in Freiheit.

### Mordserie
Am 31. März 1971, wenige Wochen nach seiner Freilassung aus dem Gefängnis, ermordete er die 17 Jahre alte Schülerin Miyako Tsuda (津田 美也子). Am 10. April 1971 fiel er über die ebenfalls 17-jährige Kellnerin Mieko Oikawa (老川 美枝子) her, vergewaltigte sie und ermordete sein Opfer. Nur eine Woche später, am 17. April 1971, wurde die 19-jährige Chieko Ida (伊田 千恵子) von Ōkubo ermordet, der am 18. April 1971 die Schülerin Seiko Kawabata (川端 成子; 17) in den Tod folgte. Nur wenige Tage später, am 27. April 1971, starb die erst 16 Jahre alte Akemi Satō (佐藤 明美) durch Ōkubos Hand. Die 18-jährige Telefonistin Kazuyo Kawaho (川保 和代) wurde am 3. Mai 1971 ermordet, nachdem sie von Ōkubo vergewaltigt worden war. Am 9. Mai 1971, nur sechs Tage später, fiel Reiko Takemura (竹村 礼子; 21) in die Hände des Serienmörders. Ōkubos letztes Opfer fand er nur einen Tag später, am 10. Mai 1971, als er das Hausmädchen Naoko Takanohashi (鷹嘴 直子) ermordete, das wie sein Opfer Takemura 21 Jahre alt war.
Ōkubos Festnahme erfolgte am Abend des 14. Mai 1971. Da sein Auto in der Nähe von vielen Tatorten aufgefallen war, hatten sich die Polizisten auf Ōkubo als möglichen Täter konzentriert. Wenig überraschend saß beim Zugriff der Polizei in Ōkubos Wagen ein Mädchen. Dieser führte die Polizisten zu den acht Gräbern seiner Opfer, die er meist sehr laienhaft in einem Industriepark oder sogar auf einer Mülldeponie vergraben hatte, wo man sie sehr schnell finden und bergen konnte.

### Verhandlung und Tod
Der Prozess gegen Kiyoshi Ōkubo nahm über ein Jahr in Anspruch. Er endete am 22. Februar 1973 mit einem Schuldspruch. Wegen achtfachen Mordes wurde er zum Tod durch den Strang verurteilt. Er versuchte mehrfach, das Urteil juristisch anzufechten, hatte jedoch keinen Erfolg. Nur sechs Tage nachdem er im Gefängnis in Kosuge (小菅), Katsushika, Tokio seinen 41. Geburtstag begangen hatte, wurde Ōkubo am 23. Januar 1976 exekutiert.

## Verfilmung
Bereits 1983 wurden die Geschichte und die Mordserie des Kiyoshi Ōkubo vom japanischen Fernsehen verfilmt. In der Rolle von Kiyoshi Ōkubo war der japanische Schauspieler Takeshi Kitano zu sehen.

## Zitat
Kiyoshi Ōkubos Schlussplädoyer:

„Wenn ich wiedergeboren werden könnte, dann als Unkraut. Eine Frau hat mir einmal gesagt, ganz gleich, was man gegen Unkraut unternimmt, es lässt sich nicht ausrotten. So ein Leben wünsch’ ich mir im nächsten Leben.“